# Резуховидка Галлера
Резуховидка Галлера, или Резушка Галлера (лат. Arabidopsis halleri) — травянистое растение, относящееся к роду Резуховидка (Arabidopsis) семейства Капустные (Brassicaceae). В литературе и интернет-источниках чаще встречается под устаревшими синонимичными названиями Кардаминопсис Галлера или Сердечниковидник Галлера (лат. Cardaminopsis halleri).

## Ботаническое описание[4]
Немногочисленные стебли высотой 20-40 см, ветвящиеся у основания и часто — вверху.
Нижние листья перистые, верхние стеблевые — вытянутые, зубчатые.
Лепестки белые или лиловые, 4,5-6 мм длиной.
Плод — сдавленный стручок 10-28 мм длиной. Цветоножки при плодах 5-10 мм длиной, сильно отклоненные.
Хромосомное число 2n=16.

## Распространение и экология
Природный ареал охватывает Центральную Европу — горные регионы Альп и Карпат. В России — заносный. Вид включён в ботанический атлас растений Ленинградской области.
Произрастает на песчаниках и сланцах субальпийского пояса.

## Классификация

### Таксономия[5]
Arabidopsis halleri  (L.) O'Kane & Al-Shehbaz, 1997, Novon 7: 325
Вид Резуховидка Галлера относится к роду Резуховидка (Arabidopsis) семейства Капустные (Brassicaceae) порядка Капустоцветные (Brassicales). Кладограмма в соответствии с Системой APG IV по состоянию на июнь 2023 года:
|  |                                      |  |                                   |                                   |                     |  | ещё 16 семейств | ещё 16 семейств |                         |  |                         |  | еще 10 подтвержденных видов и 8 видов, ожидающих подтверждения | еще 10 подтвержденных видов и 8 видов, ожидающих подтверждения |  |
|  |                                      |  |                                   |                                   |                     |  | ещё 16 семейств | ещё 16 семейств |                         |  |                         |  | еще 10 подтвержденных видов и 8 видов, ожидающих подтверждения | еще 10 подтвержденных видов и 8 видов, ожидающих подтверждения |  |
|  |                                      |  |                                   | порядок Капустоцветные            |                     |  |                 |                 | род Резуховидка         |  |                         |  |                                                                |                                                                |  |
|  |                                      |  |                                   | порядок Капустоцветные            |                     |  |                 |                 | род Резуховидка         |  | 4 внутривидовых таксона |  |                                                                |                                                                |  |
|  | отдел Цветковые, или Покрытосеменные |  |                                   |                                   | семейство Капустные |  |                 |                 | вид Резуховидка Галлера |  |                         |  |                                                                |                                                                |  |
|  | отдел Цветковые, или Покрытосеменные |  |                                   |                                   |                     |  |                 |                 |                         |  |                         |  |                                                                |                                                                |  |
|  |                                      |  | ещё 63 порядка цветковых растений | ещё 63 порядка цветковых растений |                     |  |                 | ещё 354 рода    | ещё 354 рода            |  |                         |  |                                                                |                                                                |  |
|  |                                      |  |                                   | ещё 63 порядка цветковых растений |                     |  |                 |                 | ещё 354 рода            |  |                         |  |                                                                |                                                                |  |

### Внутривидовые таксоны
- Arabidopsis halleri subsp. gemmifera (Matsum.) O'Kane & Al-Shehbaz
- Arabidopsis halleri subsp. ovirensis (Wulfen) O'Kane & Al-Shehbaz
- Arabidopsis halleri subsp. tatrica (Pawł.) Kolník
- Arabidopsis halleri var. umezawana (Kadota) Yonek.

### Синонимы
- Anemone dacica Freyn ex Borbás
- Arabidopsis halleri subsp. halleri
- Arabis dacica Heuff. ex Griseb. & Schenk
- Arabis docica Fuss
- Arabis halleri L.basionym
- Arabis multicaulis Bell. ex DC.
- Arabis multicaulis Pamp.
- Arabis stolonifera Clairv. ex DC.
- Arabis tenella Host
- Cardamine diversifolia Sternb. & Hoppe
- Cardamine halleri (L.) Prantl
- Cardaminopsis halleri (L.) Hayek
- Cardaminopsis halleri subsp. halleri
- Crucifera halleri E.H.L.Krause
- Erysimum halleri Kuntze